# Solidaritat (teologia catòlica)
Solidaritat en la  Doctrina Social de l'Església Catòlica s'entén per la consideració del conjunt d'aspectes que relacionen o uneixen les persones, la col·laboració i ajut mutu que aquest conjunt de relacions promou i encoratja.
És evident que els documents del Magisteri de l'Església ho recorden sovint, el creixent grau d'interdependència i globalització de les relacions entre estats, empreses i individus. El que aquest principi promou és una col·laboració, interacció i servei que parteix dels valors evangèlics i contribueix al creixement, progrès i desenvolupament de tots els éssers humans. Els papes subratllen que aquesta solidaritat és necessària especialment envers els més necessitats siguin països o persones.

## Sollicitudo rei socialis
És en la encíclica Sollicitudo Rei Socialis on es planteja més a fons la noció i l'abast del principi de solidaritat:
| «                                   | és així que en aquest món dividit i pertorbat per tota classe de conflictes, augmenta la convicció d'una radical interdependència, i per tant, d'una solidaritat necessària, que l'assumeixi i tradueixi en el pla moral. Avui potser més que abans, els homes se n'adonen de tenir un destí comú que construir plegats, si es vol evitar la catàstrofe per a tothom. […] El bé, a qui estem cridats, i la felicitat a la qual aspirem no s'obtenen sense l'esforç i la fermesa de tots, sense excepció; amb la consegüent renúncia al propi egoisme. | » |
| — Sollicitudo rei socialis, núm. 26 | |   |

El papa Joan Pau II va sostenir que en el món separat en dos blocs d'aquell temps es dificultava l'exercici de la solidaritat per obra d'autèntiques «estructures de pecat», i que per tant, calia refer les relacions d'interdependència entre persones i països pel mig de «estructures de solidaritat».
Encara més, arriba a afirmar que la solidaritat, com a principi de la doctrina social, porta relació i té vincles amb els altres principis o línies d'inspiració cristiana com el destí universal dels béns, el bé comú, la igualtat en la fraternitat de tots els homes ... Es proposa així com la virtut a exercir per part dels cristians amb relació a la societat per a d'algun mode pagar el deute que tenen amb ella per les condicions que aquesta ofereix de desenvolupament i vida humana.